# Ordine della nobiltà
L'Ordine della nobiltà è un'onorificenza del Kazakistan.

## Storia
L'Ordine è stato fondato nel 1993.

## Assegnazione
L'Ordine è assegnato ai cittadini ai maggiori uomini di scienza e di cultura, della letteratura e dell'arte, del governo e della comunità e dei cittadini che hanno dato un grande contributo allo sviluppo e alla moltiplicazione del potenziale spirituale e intellettuale della Repubblica, o per la protezione attiva dei difensori dei diritti e degli interessi sociali.

## Insegne
- L'insegna è una stella a otto punte in argento dorato. Al centro della stella vi è un medaglione che raffigura un diamante. Il medaglione è circondato da un bordo smaltato di verde con la scritta "Parasat".
- Il  nastro è azzurro con una fascia centrale gialla circondata da due fasce più sottili pure gialle.